# Campylomormyrus elephas
Campylomormyrus elephas ist eine aus Afrika stammende Art von afrikanischen Süßwasser-Knochenfischen. Eine deutsche Bezeichnung ist für diesen Fisch noch nicht bekannt.

## Beschreibung
Campylomormyrus elephas weist eine stromlinienartige Körperform und einen langen rüsselähnlichen Maulfortsatz auf. Das Erscheinungsbild dieser Tiere dominieren Grautöne, die mit helleren Streifen verziert sind. Der lange Schwanzstiel ist ein weiteres Merkmal dieser Fische. Wie fast alle Arten der Mormyridae hat auch diese Art ein Elektrisches Organ und kann sich somit auch im trüben Wasser orientieren. Mit ihren großen Augen können diese Fische nur sehr schlecht sehen. Die Endgröße dieser Tiere liegt bei ungefähr 40 Zentimetern. Eine Geschlechtertrennung ist nur schwer möglich, da Männchen und Weibchen sich in ihrem Erscheinungsbild sehr ähnlich sind. Campylomormyrus elephas ist eher scheu und schreckhaft.
Flossenformel: Dorsale 31, Anale 34.

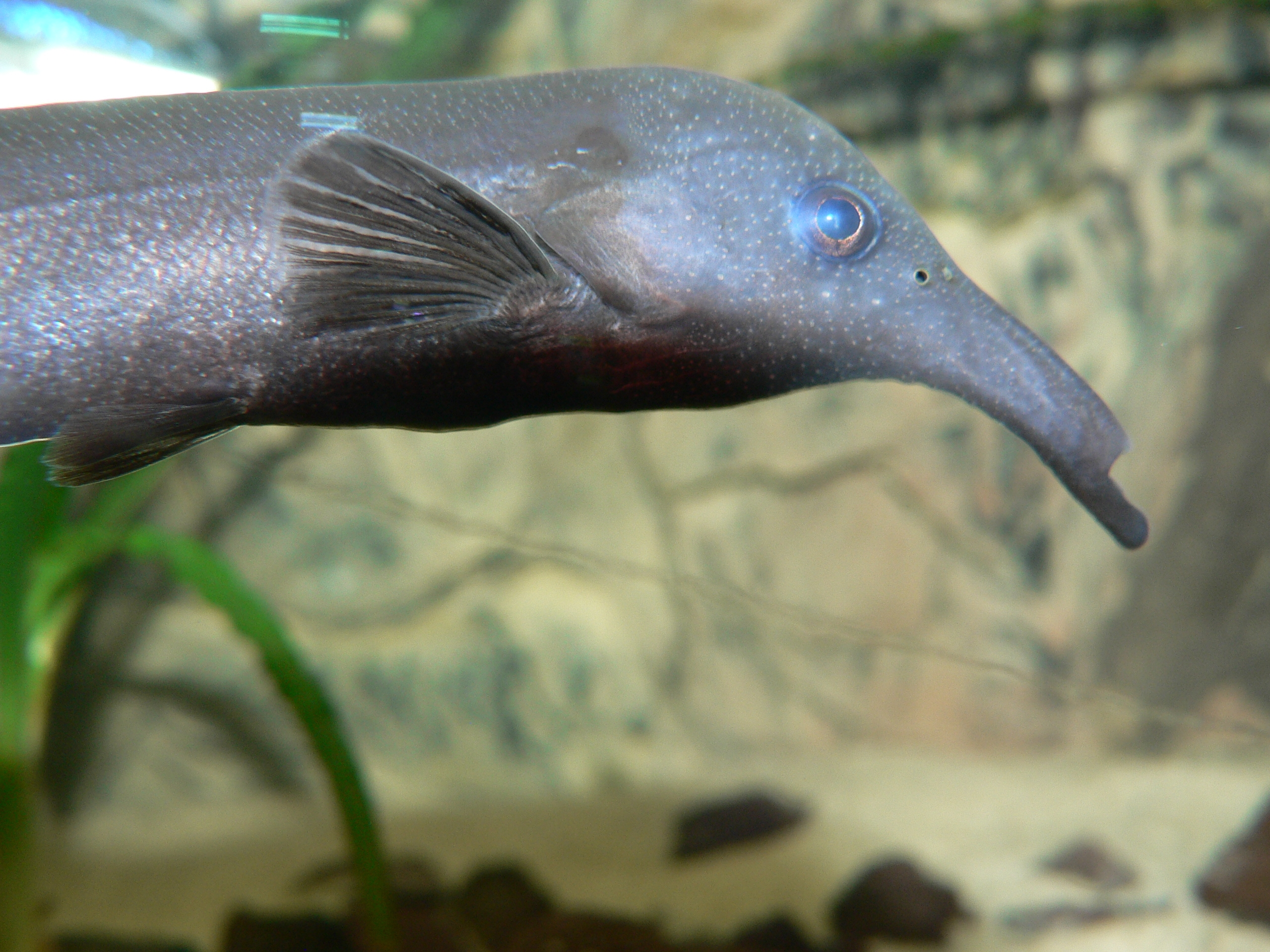
Kopf eines Campylomormyrus elephas

## Lebensweise
In seinem natürlichen Lebensraum findet man Campylomormyrus elephas meist in größeren Schwärmen. Allerdings ist dieser Fisch nachtaktiv und versteckt sich am Tage meist unter Steinen oder Wurzeln. Bei Dämmerung macht er sich auf und wühlt mit seinem „Rüssel“ im meist schlammigen Bodengrund seiner Umgebung nach Würmern. 

## Verbreitung
Sein Verbreitungsgebiet ist das gesamte Kongobecken, wo er stark strömende Flussabschnitte bevorzugt bewohnt. Typusfundort dieses Fisches ist das Einzugsgebiet des Zaire. Kältere Flussabschnitte meidet er meist, seine Wohlfühltemperatur liegt bei 26 bis 28 °C.

## Aquaristik
Da dieser Fisch mit 40 Zentimeter sehr groß wird, ist er eher für große Schauaquarien geeignet, und somit für die Privathaltung eher unrelevant. Außerdem fühlt er sich in Gruppen ab sieben Tieren am wohlsten, in kleineren Gruppen werden schwächere Tiere meist unterdrückt.